# Ribji orel
Ríbji ôrel (znanstveno ime Pandion haliaetus) je ptica, malo večja od kanje, iz reda ujed (Accipitriformes) in družine ribjih orlov (Pandionidae), ki obsega le dve vrsti.  Gnezdo ima na drevesih ali pa kar na visokem drogu. Ima eno leglo na leto, kar pomeni dve do štiri jajca. Mladiči ribjega orla so gnezdomci. Ta ptica se hrani z ribami ali pa z vodnimi ptiči in ne gnezdi v Sloveniji. Je selivka. Pozimi se v Sloveniji pojavi bolj poredko, pogostejši je med selitvijo in ga lahko opazimo ob različnih vodah - soline, reke, ribniki, jezera.